# Cantone di Mocache
Il cantone di Mocache è un cantone dell'Ecuador che si trova nella provincia di Los Ríos.
Il capoluogo del cantone è Mocache.